# Nara Leão
Nara Lofego Leão (Vitória, 19 de enero de 1942-Río de Janeiro, 7 de junio de 1989) fue una cantante brasileña de bossa nova y de MPB (música popular brasileña), y actriz ocasional. Su marido fue Carlos Diegues, director y escritor de Bye Bye Brasil. Se la conoció como «la musa de la bossa nova».

## Biografía
A la edad de 12 años, su padre le dio una guitarra porque le preocupaba que fuera tan tímida. El popular músico y compositor Patricio Teixeira y el guitarrista Solon Ayala fueron sus instructores. Aún siendo adolescente, conoció a una serie de músicos del movimiento musical de la bossa nova, a finales de los años 50 y a principios de los 60, tales como Roberto Menescal, Carlos Lyra, Ronaldo Bôscoli, João Gilberto, Vinicius de Moraes y Antônio Carlos Jobim. En 1963, después de años como cantante amateur, pasó a la escena profesional e hizo giras con Sergio Mendes.
A mediados de los 60, la dictadura militar brasileña la llevó a cantar cada vez más letras políticamente comprometidas. Su actuación Opinião reflejaba sus convicciones políticas, hasta el punto de que había cambiado a la música políticamente comprometida. En 1964, incluso hablaba contra la bossa nova como un movimiento, llamándolo "alienante". En 1968, apareció en el álbum Tropicália: ou Panis et Circenses, actuando en "Lindonéia."
Más tarde cambió Brasil por París y, en los 70, dejó la música para dedicarse a su familia. Después, volvió a la música cuando, en 1979, le fue detectado un tumor cerebral inoperable, por lo que intensificó su actividad creadora tanto como pudo. En 1989, murió a causa de un tumor cerebral maligno.
Su hermana es Danuza Leão, una exmodelo y socialite que es columnista de un periódico y comentarista ocasional de televisión.

## Discografía
- 1989: My Foolish Heart
- 1987: Meus Sonhos Dourados
- 1986: Garota de Ipanema
- 1985: Nara e Menescal - Um Cantinho, Um Violão
- 1984: Abraços E Beijinhos e Carinhos Sem Ter Fim... Nara
- 1983: Meu Samba Encabulado
- 1982: Nasci Para Bailar
- 1981: Romance Popular
- 1980: Com Açúcar, Com Afeto
- 1979: Nara Canta en Castellano
- 1978: Debaixo Dos Caracóis Dos Seus Cabelos
- 1977: Meus Amigos São Um Barato
- 1974: Meu Primeiro Amor
- 1971: Dez Anos Depois
- 1969: Coisas do Mundo
- 1968: Nara Leão
- 1967: Vento de Maio
- 1967: Nara
- 1966: Liberdade, Liberdade
- 1966: Manhã de Liberdade
- 1966: Nara Pede Passagem
- 1966: Show Opinião
- 1965: Cinco na Bossa
- 1965: O Canto Livre de Nara
- 1964: Opinião de Nara
- 1964: Nara Leão